# والچانکا
والچانکا (به بلغاری: Valchanka) یک منطقهٔ مسکونی در بلغارستان است که در شهرستان کیرکوفو واقع شده‌است.